# A13-as autópálya (Ausztria)

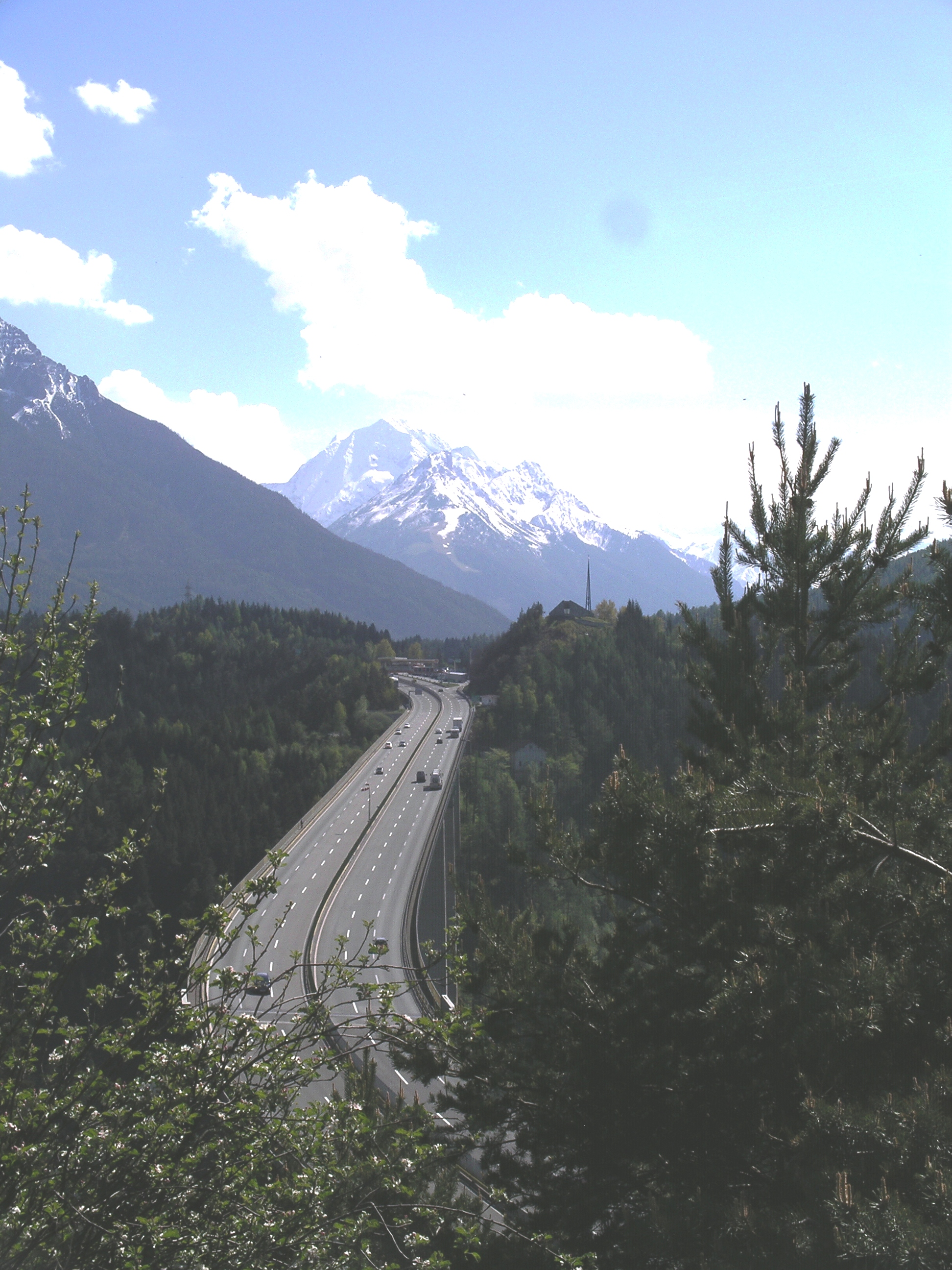
A Brenner Autobahn

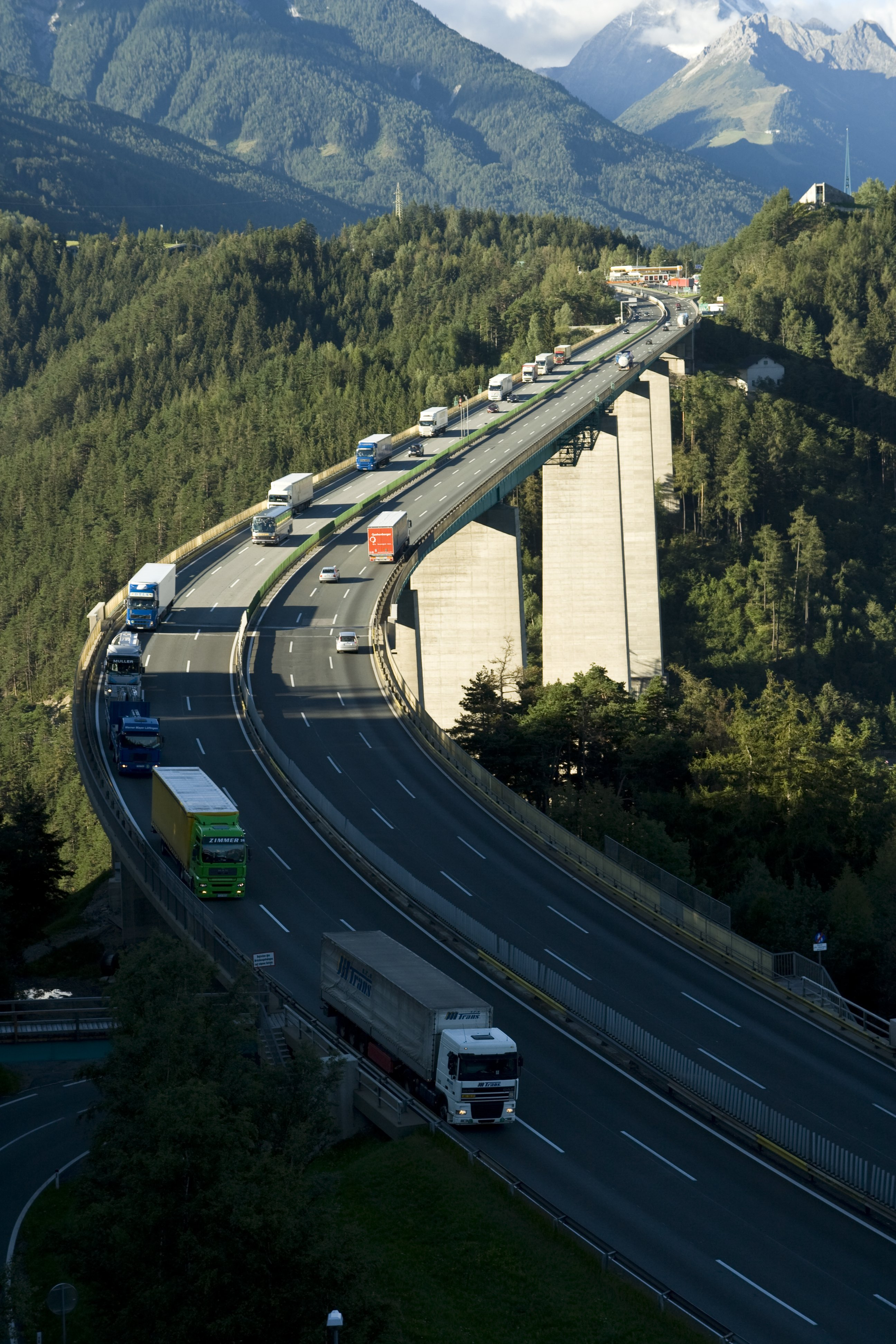
Az Europabrücke

Az A13-as autópálya (németül: Brenner Autobahn) egy autópálya Ausztria déli részén. Összeköttetést biztosít az osztrák és az olasz gyorsforgalmi úthálózatok között. Az autópálya folytatása Olaszországban az A22-es, közismertebb nevén Autostrada del Brennero vagy Autobrennero. Északon egy szakaszon az A12-es autópályával (németül: Inntal Autobahn) halad egy szakaszon.

## Története
Az A12-es autópályától indul déli irányba, Schönberget elhagyva éri el az olasz határt. Az autópálya teljes hossza 36 km, az út a ’60-as években épült. A Brenner Autobahn volt az első hegyvidéki autópálya az egész világon. Az autópályát az ASFiNAG tartja fenn.

## Hidak
Az A13-ason 16 autópályahíd található. Ezek közül a legfontosabb nyolc:
- Paschbergbrücke (678 m)
- Sillbrücken
- Europabrücke; hossza: 815 m, magassága: 190 m. Ez a második legmagasabb híd Európában. 1963-ban épült
- Gschnitztalbrücke (674 m)
- Első Näßlachbrücke (340 m)
- Második Näßlachbrücke (202 m)
- Obernberg (458 m)
- Luegbrücke (1804 m); 2002-ben épült

## Fordítás
- Ez a szócikk részben vagy egészben a Brenner Autobahn című német Wikipédia-szócikk fordításán alapul.  Az eredeti cikk szerkesztőit annak laptörténete sorolja fel. Ez a jelzés csupán a megfogalmazás eredetét és a szerzői jogokat jelzi, nem szolgál a cikkben szereplő információk forrásmegjelöléseként.